# Mats Rotting
Mats Marinus Rotting, född 27 augusti 1969 i Norrköping, är en svensk före detta fotbollsspelare (anfallare). Han hade en lång karriär i IF Elfsborg (1987–1997) och representerade även Gais i Allsvenskan 2000.

## Biografi
Rotting växte upp i Norrköping, som barn till en svensk mor och en nederländsk far. Han inledde karriären i IK Sleipner men flyttade 1987 till Borås och IF Elfsborg, för vilka han som 18-åring debuterade i Allsvenskan 1987. Elfsborg åkte ur Allsvenskan samma år, men Rotting stannade kvar i klubben i division I och var åter med om att spela allsvenskt med Elfsborg 1997. Sammanlagt blev det 27 allsvenska matcher (8 mål) för Rotting i Elfsborg. Efter säsongen 1997 gick han till Fredrikstad FK i Norge, där han spelade i en säsong innan han återvände till Sverige för spel med Göteborgsklubben Gais. Han blev med nio mål intern skyttekung då Gais gick upp i Allsvenskan 2000. I början av den första kvalmatchen mot Kalmar FF råkade Rotting dock ut för en korsbandsskada. Efter snabb rehab kom han tillbaka och spelade andra halvan av den allsvenska säsongen 2000, där han gjorde tre mål på nio matcher. Han var fortfarande hämmad av sin skada, och efter säsongen kunde han inte fortsätta med elitfotbollen. Han försökte varva ner i Boråsklubben Mariedals IK, men skadan hindrade honom för mycket även på lägre nivå och han klassades som fotbollsinvalid strax därefter.

## Spelstil
Rotting var en typisk straffområdesspelare och måltjuv som var tuff att möta och ofta spelade på gränsen till det tillåtna.